# Michala Hartigová
Michala Hartigová (Pardubice, 14 novembre 1983) è un'ex cestista ceca.
Alta 192 cm per 75 kg, gioca come ala.

## Carriera
Con la Rep. Ceca ha disputato due edizioni dei Giochi olimpici (Atene 2004, Pechino 2008), i Campionati mondiali del 2006 e sei edizioni dei Campionati europei (2001, 2003, 2005, 2007, 2009, 2011).